# Matthew Mercer
Matthew Christopher Miller, noto professionalmente anche come Matthew Mercer o Matt Mercer (Palm Beach Gardens, 29 giugno 1982), è un doppiatore e personaggio televisivo statunitense.
Conosciuto per la propria attività nel doppiaggio di anime, cartoni animati e videogiochi per vari studi di doppiaggio e post-produzione audio, tra i suoi numerosi lavori nel mondo degli anime troviamo Levi Ackerman in L'attacco dei giganti, Kiritsugu Emiya in Fate/Zero, Jotaro Kujo in Le bizzarre avventure di JoJo, Kanji Tatsumi in Persona 4: The Animation come seconda voce, e Trafalgar Law nel ridoppiaggio di One Piece operato dalla Funimation. Per quanto riguarda i videogiochi possiamo annoverare i nomi di Leon S. Kennedy nella serie Resident Evil, Chrom nella saga di Fire Emblem, Jack Cooper in Titanfall 2, Cole Cassidy in Overwatch, Yusuke Kitagawa in Persona 5, McCready in Fallout 4, infine Edér Teylecg, Alot Corfiser, Iselmyr in Pillars of Eternity e Ganondorf in The Legend of Zelda: Tears of the Kingdom.
Ha raggiunto la fama internazionale grazie alla webserie a tema Dungeons & Dragons, Critical Role, andata in onda su YouTube e Twitch a partire dal 2015. Mercer ricopre il ruolo di Dungeon Master, produttore e regista per la serie, oltre che game designer e direttore creativo per Critical Role Productions, la società di produzione multimediale fondata dai protagonisti della webserie.

## Biografia
Matthew Christopher Miller è nato a Palm Beach Gardens, in Florida, il 29 giugno 1982, da una famiglia di origini scozzesi. La sua famiglia si è trasferita a Los Angeles quando aveva otto anni. Ha frequentato la Agoura High School di Agoura Hills, in California. Ha un fratello che scrive ed esegue musica con il nome d'arte Dave Heatwave. Quando era giovane, Miller parlava balbettando; suo padre, anche lui balbuziente, gli procurò un logopedista che ridusse gli effetti al punto che solo certe parole lo scatenano.
Per i suoi lavori di doppiaggio e recitazione, dovendo registrarsi al sindacato attori SAG-AFTRA, è stato costretto ad adottare un nuovo nome, essendo il suo nome di nascita troppo simili a qualcuno già iscritto al sindacato. Decise di adottare il nome "Mercer", che i membri della sua famiglia avevano già usato in passato, come cognome d'arte.
Già quando frequentava le superiori, ha cominciato la propria carriera nel mondo dello spettacolo creando il mormorio delle voci di sottofondo nel backstage di vari film insieme ad altri attori, per poi ottenere il ruolo di doppiatore per svariati personaggi di anime e videogiochi, diventando anche lo speaker di diverse radio commerciali. È stato presente a moltissime convention in tutto il mondo, tra cui Anime Expo e Anime Matsuri. Ha inoltre diretto e girato la webserie There Will Be Brawl, ispirata alla celebre saga picchiaduro Super Smash Bros., in cui ha prestato la propria voce a Kirby, Meta Knight e Ganondorf. Grazie a Geek & Sundry e Nerdist, ha recitato in svariate webserie, come Fear News with the Last Girl.

### Critical Role
Grazie alla collaborazione con Geek & Sundry, a partire dal 2015, Matt e altri doppiatori hanno condotto la webserie Critical Role, in cui Mercer guida nel ruolo di Dungeon Master i colleghi in una campagna di Dungeons & Dragons. Critical Role ha vinto il Webby Winner e il People's Voice Winner nella categoria Games (Video Series & Channels) ai Webby Awards 2019; la serie è stato anche finalista e vincitore dell'onore del pubblico nella sezione Games agli Shorty Awards 2019.
Dopo aver riscosso un enorme successo, il cast di Critical Role ha lasciato la rete Geek & Sundry all'inizio del 2019 e ha fondato la propria società di produzione, Critical Role Productions, di cui Mercer è il direttore creativo. Contemporaneamente, la Critical Role Productions fece partire un Kickstarter per raccogliere 750.000 dollari allo scopo creare una serie animata della loro prima campagna, Vox Machina. Alla fine, il Kickstarter raggiunse oltre 11 milioni di dollari.
Nel novembre 2019, Amazon Prime Video ha annunciato di aver acquisito i diritti di streaming della serie animata dal titolo The Legend of Vox Machina. Mercer, che nella webserie YouTube interpreta tutti i personaggi non giocanti (PNG, che i giocatori incontrano durante le loro avventure), per la serie animata ha ripreso il ruolo di doppiatore alcuni personaggi, tra cui Sylas Briarwood, il principale antagonista della prima stagione.
Nell'ottobre 2020, Mercer è diventato il consulente creativo per il marchio di giochi da tavolo e di carte Critical Role, dal nome Darrington Press. Da giugno ad agosto 2021, Mercer è apparso come giocatore in Exandria Unlimited, uno spin-off di Critical Role, ambientato nello stesso mondo di gioco della campagna originale e della serie animata. Nel marzo 2022, ha ripreso il suo ruolo nello speciale in due parti Exandria Unlimited: Kymal.

### Game designer
Il lavoro di Mercer come Dungeon Master ha portato allo sviluppo di tre libri sull'ambientazione della campagna pubblicati sul suo mondo di Exandria.
Il primo è Critical Role: Tal'Dorei Campaign Setting (2017), pubblicato da Green Ronin Publishing, dove viene ampliato il mondo di gioco inventato da Mercer. La seconda è la Explorer's Guide to Wildemount (2020), pubblicata tramite Wizards of the Coast, rendendo così Exandria un'ambientazione ufficiale della campagna di Dungeons & Dragons; contiene anche nuove razze, classi, mostri e incantesimi. Il terzo è Tal'Dorei Campaign Setting Reborn (2022), un'edizione rivista e ampliata del primo libro, pubblicata da Darrington Press, e nominato per gli ENNIE Awards 2022 nella categoria Best Setting.
Il 15 marzo 2022 è stato rilasciato un nuovo modulo di avventura intitolato Critical Role: Call of the Netherdeep, con Mercer come uno dei game designer. È il secondo libro in collaborazione tra Wizards of the Coast e Critical Role Productions.

## Vita privata
Il 21 ottobre 2017, Mercer ha sposato Marisha Ray, doppiatrice e co-star di Critical Role. Vivono a Los Angeles con il loro cane, un corgi di nome Omar.
In un'intervista dell'ottobre 2018, Mercer ha rivelato di soffrire di disturbo da dismorfismo corporeo e, secondo lui, ha sempre lottato con il suo aspetto fisico.
Come attivista, collabora con vari enti di beneficenza per i diritti LGBTQ+ come OutRight Action International.

## Filmografia

### Live action
- Munetaka Aoki in Like a Dragon: Yakuza

### Serie animate
- Avengers Assemble (Squalo Tigre, Ercole, Elite #1, telegiornalista, cavaliere robot #3, guardia atlantidea #2)
- Beware the Batman (Ice Pick Joe/Joseph Krimple)
- Blood of Zeus (Hermes, Acrisius)
- La leggenda di Vox Machina (Narratore)
- Thundercats (serie animata 2011) (Tygra, Driller, Kask)
- Voltron: Legendary Defender (Tenente Hepta)

### Anime
- Assassination Classroom (Padre di Nagisa)
- Bleach (Shukuro Tsukishima, Michel)
- Boruto (Yamato)
- Cyberpunk: Edgerunners (Falco)
- Disk Wars: Avengers (Tony Stark/Iron Man, Diablo)
- Dragon Ball Super (Hit)
- Fairy Tail (Silver Fullbuster)
- Fate/Zero (Kiritsugu Emiya)
- Fate/stay night: Unlimited Blade Works (Kiritsugu Emiya)
- Hunter × Hunter (serie animata 2011) (Leorio Paladiknight)
- L'attacco dei giganti (Levi Ackermann)
- Le bizzarre avventure di JoJo: Stardust Crusaders (Jotaro Kujo)
- Le bizzarre avventure di JoJo: Diamond is Unbreakable (Jotaro Kujo, Akira)
- Le bizzarre avventure di JoJo: Vento Aureo (Jotaro Kujo)
- Le bizzarre avventure di JoJo: Stone Ocean (Jotaro Kujo)
- Kill la Kill (Aikuro Mikisugi)
- Naruto: Shippuden (Yamato (ep. 230+), Pain (ep. 454+))
- One Piece (Trafalgar Law)
- Persona 4: The Animation (Kanji Tatsumi (ep. 13+), Taro Namatame)
- Persona 5: The Animation (Yusuke Kitagawa)
- Sword Art Online (Grimlock)

### Film animati
- One Piece Stampede - Il film (Trafalgar Law)
- One Piece Film: Red (Trafalgar Law)
- Promare (Gueira)
- Resident Evil Damnation (Leon S. Kennedy)
- Resident Evil Vendetta (Leon S. Kennedy)
- Resident Evil Death Island (Leon S. Kennedy)

### Videogiochi
- Ace Combat: Squadron Leader (Albert Genette)
- Aliens: Colonial Marines (Keyes)
- Baldur's Gate III (Minsc)
- Batman: Arkham Origins (Anarky)
- Batman: Arkham Knight (Tim Drake/Robin)
- Batman: Arkham Shadow (Anarky/Bastien/Dillom)
- BlazBlue: Cross Tag Battle (Kanji Tatsumi)
- Catherine: Full Body (Yusuke Kitagawa)
- Danganronpa Another Episode: Ultra Despair Girls (Haiji Towa)
- Dead or Alive 5 (Bayman)
- Dead or Alive 6 (Bayman)
- Death Stranding (Fan dei Ludens, voce AED, voce conto alla rovescia della bomba)
- Disgaea 4: A Promise Revisited (Valvatorez (2^ voce))
- Disgaea 5: Alliance of Vengeance (Valvatorez)
- Disgaea 6: Defiance of Destiny (Valvatorez)
- Disgaea 7: Vows of the Virtueless (Valvatorez)
- Disney Infinity 3.0 (Wedge Antilles)
- Dragalia Lost (Chrom)
- Dragon Ball FighterZ (Hit)
- Epic Seven (Basar, Corvus, Jecht)
- Etrian Odyssey 2 Untold: The Fafnir Knight (Protagonista)
- Evolve (Abe)
- Fallout 4 (MacCready, Z1-14)
- Final Fantasy Fables: Chocobo's Dungeon (Cid)
- Final Fantasy Crystal Chronicles: The Crystal Bearers (Blaze)
- Final Fantasy Type-0 HD (Trey)
- Final Fantasy VII Rebirth (Vincent Valentine)
- Fire Emblem: Awakening (Chrom)
- Fire Emblem: Fates (Ryoma, Azama, Shigure)
- Fire Emblem Heroes (Chrom, Ryoma, Azama, Shigure)
- Fire Emblem Warriors (Chrom, Ryoma)
- Fire Emblem: Engage (Chrom)
- Fist of the North Star: Ken's Rage (Rei)
- Fortnite (Syd, Midas)
- Guilty Gear Xrd -SIGN- (Zato-1)
- Guilty Gear -STRIVE- (Zato-1, Eddie)
- Il professor Layton e la maschera dei miracoli (Henry Ledore)
- Indivisible (Zebei)
- Injustice 2 (Deadshot)
- Judgment (Mitsuru Kuroiwa)
- Kill la Kill IF (Aikuro Mikisugi)
- Kingdom Hearts HD 2.8 Final Chapter Prologue (Ira)
- Kingdom Hearts III (Ira)
- Knack (Gundahar)
- League of Legends (Lupo)
- LEGO DC Super-Villains (Deadshot, Nightwing)
- Like a Dragon Gaiden: The Man Who Erased His Name (Goro Majima)
- Like a Dragon: Infinite Wealth (Goro Majima)
- Lost Dimension (The End)
- Mario & Sonic ai giochi olimpici di Rio 2016 (Espio the Chameleon)
- Mario & Sonic ai giochi olimpici di Tokyo 2020 (Espio the Chameleon)
- Marvel's Spider-Man (Spider-Man Impostore, Charles Standish)
- Metal Gear Solid: Peace Walker (soldato)
- Metal Gear Solid V: Ground Zeroes (soldato, The Eye, prigioniero 12282)
- Metal Gear Solid V: The Phantom Pain (soldato)
- Mighty No. 9 (Pyrogen)
- Mind Zero (Kei Takanashi)
- Mortal Kombat (videogioco 2011) (Kurtis Stryker)
- Nier: Automata (Concilio dell'Umanità)
- No More Heroes 2: Desperate Struggle (Skelter Helter, Bishop Shidax)
- Overwatch (Cole Cassidy)
- Overwatch 2 (Cole Cassidy)
- Persona 4 Arena Ultimax (Kanji Tatsumi)
- Persona Q: Shadow of the Labyrinth (Kanji Tatsumi)
- Persona 4: Dancing All Night (Kanji Tatsumi)
- Persona 5 (Yusuke Kitagawa)
- Persona 5: Dancing in Starlight (Yusuke Kitagawa)
- Persona 5 Royal (Yusuke Kitagawa)
- Persona 5 Strikers (Yusuke Kitagawa)
- Persona 5 Tactica (Yusuke Kitagawa)
- Phoenix Wright: Ace Attorney - Spirit of Justice (Nahyuta Sahdmadhi)
- Puyo Puyo Tetris (Ex)
- Puyo Puyo Tetris 2 (Ex)
- Resident Evil 6 (Leon S. Kennedy)
- Resident Evil: Revelations 2 (Leon S. Kennedy)
- Return to Monkey Island (Cobb)
- Rune Factory: Oceans (James)
- Rune Factory 4 (Leon)
- Rune Factory 4 Special (Leon)
- Shin Megami Tensei IV (Walter/Lucifero)
- Shin Megami Tensei: Devil Survivor 2 - Record Breaker (Tico (maschio))
- Shin Megami Tensei IV: Apocalypse (Walter/Lucifero)
- Skullgirls (Zane)
- Skylanders: Imaginators (Spyro)
- Sonic Forces (Espio the Chameleon)
- Soulcalibur V (Z.W.E.I.)
- Spyro: Reignited Trilogy (Damon)
- Star Ocean: The Last Hope (Edge Maverick)
- Star Wars: Battlefront II (videogioco 2017) (Luke Skywalker)
- Stella Glow (Klaus)
- Street Fighter IV (Fei Long)
- Super Smash Bros. per Nintendo 3DS e Wii U (Chrom)
- Super Smash Bros. Ultimate (Chrom, Yusuke Kitagawa)
- Tales of Xillia (Alvin)
- Tales of Xillia 2 (Alvin)
- The Last of Us Parte II (Capo dei prigionieri)
- The Legend of Heroes: Trails of Cold Steel (Olivert Reise Arnor, George Nome)
- The Legend of Heroes: Trails of Cold Steel II (Olivert Reise Arnor, George Nome, Cedric Reise Arnor)
- The Legend of Heroes: Trails of Cold Steel III (Olivert Reise Arnor, George Nome)
- The Legend of Heroes: Trails of Cold Steel IV (Olivert Reise Arnor, George Nome)
- The Legend of Heroes: Trails into Reverie (Olivert Reise Arnor, George Nome)
- The Legend of Zelda: Tears of the Kingdom (Ganondorf)
- Titanfall 2 (Jack Cooper)
- Valkyria Revolution (Maxim)
- World of Warcraft: Wrath of the Lich King (Overthane Balargade)
- World of Warcraft: Dragonflight (Fyrakk)
- XCOM 2 (voce soldato maschile)
- Xenoblade Chronicles X (Lao)
- Yakuza 0: Director's Cut (Goro Majima)
- Yakuza: Like a Dragon (Goro Majima)

## Doppiatori italiani
Nelle versioni in italiano delle opere in cui ha recitato, Matthew Mercer è stato doppiato da:
- Lorenzo De Angelis in Like a Dragon: Yakuza

Da doppiatore è stato sostituito da:
- Francesco Rizzi in Fallout 4 (Z114), The Last of Us Parte II, The Legend of Zelda: Tears of the Kingdom
- Stefano Mondini in Knack, Knack II
- Maurizio Merluzzo in Batman: Arkham Origins, Titanfall 2
- Davide Fumagalli in Fallout 4 (Robert MacCready), Batman: Arkham Shadow
- Francesco Mei in Wolfenstein
- Alessandro Rigotti in Resident Evil 6
- Marco Benedetti in Destiny
- Gianni Gaude in Injustice 2
- Luigi Ferraro in Death Stranding[1]
- Alberto Franco in Blood of Zeus
- Alessandro Sitzia ne La leggenda di Vox Machina
- Alessandro D'Errico in Overwatch 2

### Giochi di ruolo
- Critical Role: Tal'Dorei Campaign Setting (autore, Green Ronin Publishing, 2017)
- Explorer's Guide to Wildemount (autore, Wizards of the Coast, 2020)
- Doom Eternal Assault on Armaros Station (autore, Critical Role Productions, 2020)
- Tal'Dorei Campaign Setting Reborn (autore, Darrington Press, 2022)
- Critical Role: Call of the Netherdeep (autore, Wizards of the Coast, 2022)